# وارتکس پارسانیان
وارتکس پارسانیان (به ارمنی Վարդգէս Պարսամեան - به انگلیسی Vartex Parsamian)، (زاده ‎۱۶ مرداد ۱۳۳۱، در آغاجاری، استان خوزستان)، ورزشکار ایرانی ارمنی‌تبار در رشته ورزشی بوکس بود.

## کارنامه ورزشی
- بازیهای آسیایی ۱۹۷۴ تهران - ۱۹۷۴ برنز